# Морозова Олена Іванівна
Олена Іванівна Морозова, до шлюбу Ронжина (нар. 18 листопада 1970, Дніпродзержинськ) — українська веслувальниця (академічне веслування), срібна призерка Олімпійських ігор, призерка чемпіонатів світу, заслужений майстер спорту України (1996).
Закінчила Дніпропетровський державний інститут фізкультури і спорту (1994).
Тренери – В.М.Морозов, Є.Павлов.

## Спортивна кар'єра
Олена Ронжина входила до складу збірної СРСР з 1988 року. 1988 року дебютувала на міжнародних змаганнях: на чемпіонаті світу серед юніорів була третьою в четвірках парних.
На чемпіонаті світу 1990 в складі вісімки розпашної зі стерновим зайняла шосте місце.
Брала участь в барселонській Олімпіаді (8 місце в складі двійки розпашної Об'єднаної команди).
Після розпаду СРСР Олена Ронжина виступала під прапором України. 1993 року на чемпіонаті світу в змаганнях вісімок розпашних зі стерновим зайняла сьоме місце. 1994 року завоювала бронзову медаль на чемпіонаті світу в складі четвірки парної (Світлана Мазій, Діна Міфтахутдинова, Олена Ронжина, Тетяна Устюжаніна). На чемпіонаті світу 1995 року була лише десятою в четвірках парних.
Срібну олімпійську медаль Олена Ронжина виборола на Олімпіаді в Атланті в складі четвірки збірної України разом із Інною Фроловою, Світланою Мазій та Діною Міфтахутдиновою.
1997 року на етапах Кубку світу займала третє, друге і п'яте місця, а на чемпіонаті світу стала бронзовою призеркою в парних четвірках.
1998 року на етапах Кубку світу разом з Діною Міфтахутдиновою була другою, сьомою і дванадцятою в двійках парних, а чемпіонаті світу стала сьомою в четвірках парних.
1999 року на етапах Кубку світу була першою і восьмою, а на чемпіонаті світу стала срібною призеркою в четвірці парній (Яна Крамаренко, Світлана Мазій, Тетяна Устюжаніна і Олена Морозова-Ронжина).
2000 року на етапах Кубку світу була другою і п'ятою, а на сіднейській Олімпіаді зайняла четверте місце в складі четвірки парної.
2002 року в складі четвірки парної (Олена Морозова, Наталія Губа, Олена Сеньків, Тетяна Колеснікова) тричі перемагала на етапах Кубку світу і стала його володаркою, а на чемпіонаті світу була шостою.
2003 року зайняла перше і третє місце на етапах Кубку світу і п'яте на чемпіонаті світу.
2004 року зайняла сьоме і шосте місце на етапах Кубку світу.
Член олімпійської збірної України на Іграх XXVIII Олімпіади 2004 року в Афінах. У складі четвірки парної (Олена Морозова, Яна Дементьєва, Тетяна Колесникова й Олена Олефіренко) була третьою в фінальному заїзді, але рішенням комітету МОК, через вживання Оленою Олефіренко препаратів, що можуть бути основою для створення допінгу, результат українок скасовано, а бронзові нагороди передано австралійкам.
2005 року в складі четвірки парної (Яна Дементьєва, Наталія Рижкова, Тетяна Колеснікова, Олена Морозова) була другою і двічі третьою на етапах Кубку світу і стала срібною призеркою Кубку світу 2005.
2006 року на етапі Кубку світу була сьомою, а на чемпіонаті світу — дванадцятою в змаганнях вісімок зі стерновим, після чого завершила спортивну кар'єру.

### Виступи на Олімпіадах
| Олімпіада      | Дисципліна                                      | Стадія | Результат | Місце | Стадія           | Результат | Місце | Стадія  | Результат | Місце' | Загальне місце  |
| Барселона 1992 | Веслування академічне — розпашні двійки (жінки) | 1 коло | 7.53,89   | 3     | Півфінал         | 7.34,42   | 5     | Фінал В | 7.25,15   | 2      | 8               |
| Атланта 1996   | Веслування академічне — парні четвірки (жінки)  | 1 коло | 6.46,17   | 4     | Додатковий раунд | 6:19,11   | 1     | Фінал А | 6.30,36   | 2      | 2               |
| Сідней 2000    | Веслування академічне — парні четвірки (жінки)  | 1 коло | 6:28,17   | 2     | Додатковий раунд | 6:29,41   | 1     | Фінал А | 6:25,71   | 4      | 4               |
| Афіни 2004     | Веслування академічне — парні четвірки (жінки)  | 1 коло | 6:21,24   | 4     | Додатковий раунд | 6:24,64   | -     | Фінал А | 6.34,31   | 3      | Дискваліфікація |

## Державні нагороди
- Почесна відзнака Президента України (7 серпня 1996 року) — за видатні спортивні досягнення на XXVI  літніх Олімпійських іграх в Атланті.[6]